# Assemblea Nacional de Namíbia
L'Assemblea Nacional de Namíbia és la Cambra baixa del bicameral Parlament de Namíbia.
L'actual Assemblea Nacional, formada després de les eleccions del 15 i 16 de novembre de 2004, té un total de 78 membres. 72 membres són escollits directament per un sistema de representació proporcional durant un període de cinc anys, i els altres sis membres són nomenats pel President.
Resultat de les eleccions del 15 i 16 de novembre de 2004 a l'Assemblea Nacional de Namíbia
| Partits                                    | Vots            | %               | Escons |
| ------------------------------------------ | --------------- | --------------- | ------ |
| SWAPO                                      |                 | 75.1            | 55     |
| Congrés de Demòcrates                      |                 | 7.2             | 5      |
| Aliança Democràtica Turnhalle de Namíbia   |                 | 5.0             | 4      |
| Organització Nacional d'Unitat Democràtica |                 | 4.1             | 3      |
| United Democratic Front                    |                 | 3.5             | 3      |
| Republican Party                           |                 | 1.9             | 1      |
| Monitor Action Group                       |                 | 0.8             | 1      |
| Escons nomenats                            | Escons nomenats | Escons nomenats | 6      |
| Total (participació 84.4 %)                |                 | 100.0           | 78     |
| Font: Electoral Commission of Namibia      |                 |                 |        |

Vint-i-dues dones (18 elegides i 3 nomenades) ocupen escons a l'Assemblea Nacional.
L'actual Primer Ministre (2002-2005) i membre de la SWAPO Theo-Ben Gurirab és l'actual portaveu de l'Assemblea Nacional.

## Resultats electorals anteriors
| South-West Africa People's Organisation (SWAPO) | 41 | 53 | 55 |
| Aliança Democràtica Turnhalle de Namíbia (DTA)  | 21 | 15 | 07 |
| United Democratic Front (UDF)                   | 04 | 02 | 02 |
| Action Christian National (ACN)                 | 03 | -  | -  |
| Namibia Patriotic Front (NPF)                   | 01 | -  | -  |
| Federal Convention of Namibia (FCN)             | 01 | -  | -  |
| Namibia National Front (NNF)                    | 01 | -  | -  |
| Democratic Coalition of Namibia (DCN)           | -  | 01 | -  |
| Monitor Action Group (MAG)                      | -  | 01 | 01 |
| Congrés de Demòcrates (COD)                     | -  | -  | 07 |
| Total                                           | 72 | 72 | 72 |

Encara que el país hi ha un sol partit dominant des de la seva independència el 1990, les eleccions namíbies han estat transparents i lliures.